# Life Is Not a Waiting Room
Life Is Not a Waiting Room è il terzo album studio del gruppo alternative rock statunitense Senses Fail.

## Tracce
1. Fireworks at Down – 2:10
2. Lungs Like Gallows – 3:21
3. Garden State – 3:39
4. Family Trastition – 3:34
5. Wolves at the Door – 3:27
6. Hair of the Dog – 3:50
7. Four Years – 4:16
8. Ali for Cody – 4:02
9. Yellow Angels – 3:42
10. Chandelier – 3:41
11. Map the Streets – 3:27
12. Blackout – 4:55

UK bonus tracks
1. Life Is Not a Waiting Room – 3:19
2. DB Cooper – 2:59

iTunes bonus tracks
1. DB Cooper – 2:59
2. Coming Up Short – 2:14

## Formazione
- Buddy Nielsen – voce
- Garrett Zablocki – chitarra, cori
- Dan Trapp – batteria, percussioni
- Heath Saraceno – chitarra, cori
- Jason Black – basso